# Saturnus slukar sin son
Saturnus slukar sin son (spanska: Saturno devorando a su hijo) är en oljemålning av den spanske konstnären Francisco de Goya från 1820–1823. Den är en av de svarta målningarna (Pinturas negras) och ingår i Pradomuseets samlingar i Madrid. 
Målningens motiv har sin bakgrund i grekisk-romersk mytologi och föreställer Kronos, eller Saturnus som hans motsvarighet benämndes i Rom. Han fick med sin syster Rhea barnen Hestia, Demeter, Hera, Hades och Poseidon, vilka han alla slukade efter att de föddes eftersom ett orakel förutspått att en av dem skulle ta makten från honom. Den yngsta sonen, Zeus, lyckades dock undkomma och tvingade honom senare att spy ut de äldre barnen.
Goya målade de 14 svarta målningarna på väggarna i "Den döves hus" (Quinta del Sordo) i Carabanchel. Det var egentligen den tidigare ägaren som givit huset dess namn. Men även den 72-årige Goya var nära döv och därtill ensam och desillusionerad efter alla krig som drabbat Spanien. Den åldrande Goya valde 1824 att gå i landsflykt till  Bordeaux där han avled 1828.
En av de 14 svarta målningarna benämns av konsthistorikerna, Goya själv namngav aldrig dessa väggmålningar, för Saturnus slukar sin son. År 1874, flera år efter Goyas död, monterades målningarna ned från väggarna i Den döves hus. Sedan 1889 har de ingått i Pradomuseets samlingar i Madrid.
Myten Saturnus slukar sin son har gett upphov till uttrycket "revolutionen äter sina barn", som myntades av författaren Jacques Mallet du Pan i en essä 1793.

## Bildgalleri

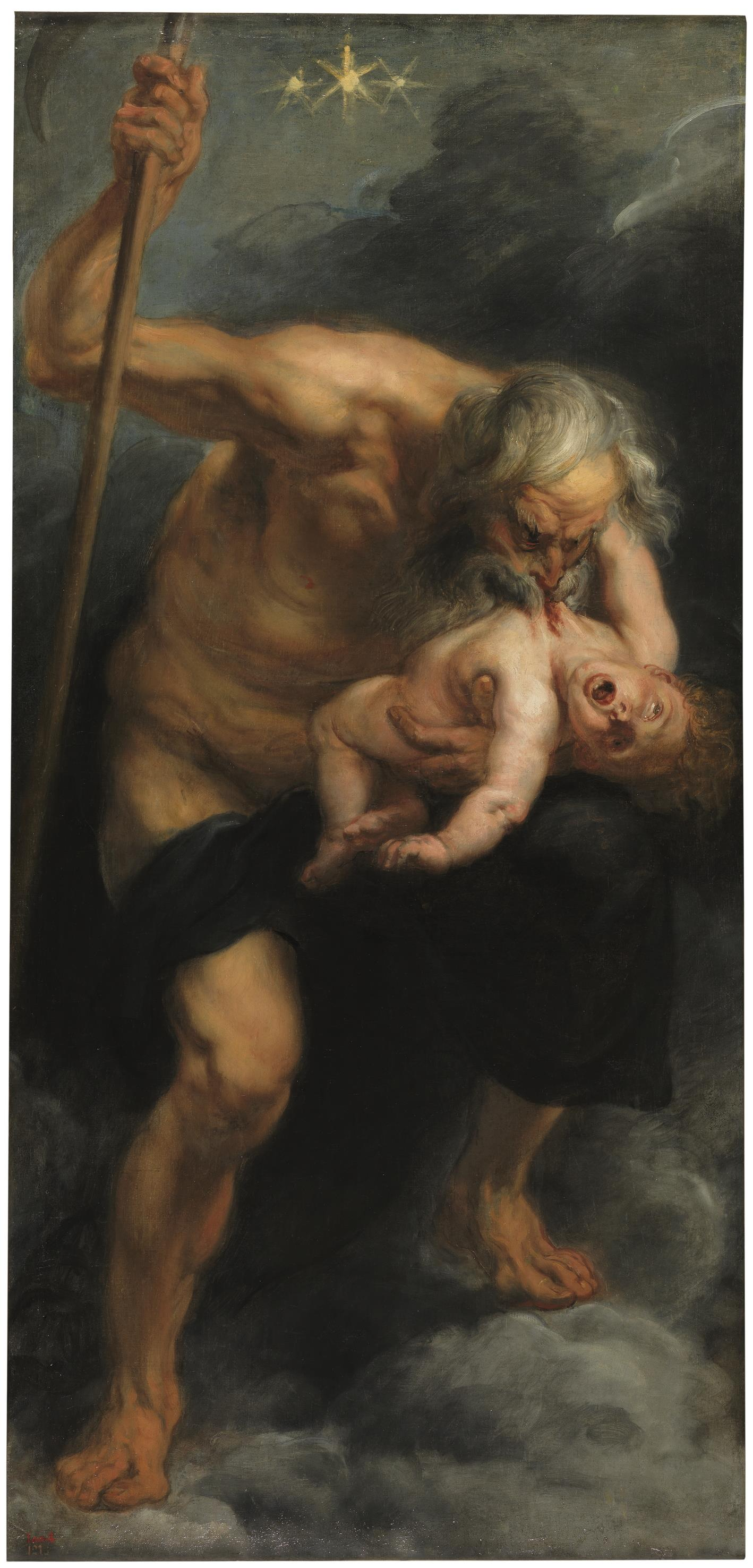
Peter Paul Rubens målning Saturnus är också uställd på Pradomuseet och var med stor sannolikhet en inspirationskälla för Goya.
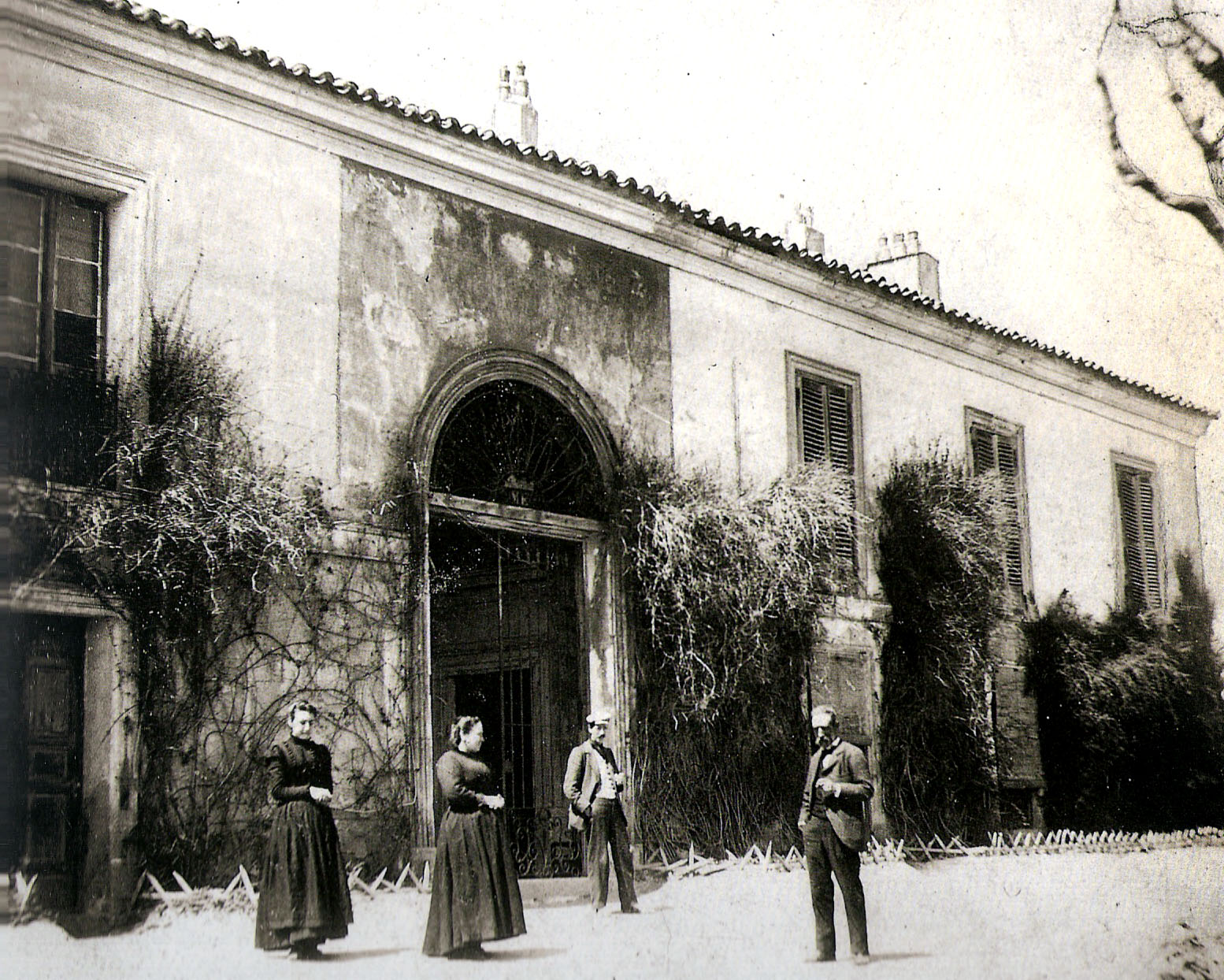
Den döves hus fotograferat omkring år 1900.